# Nothocremastus foveatus
Nothocremastus foveatus är en stekelart som beskrevs av Narolsky 1990. Nothocremastus foveatus ingår i släktet Nothocremastus och familjen brokparasitsteklar. Inga underarter finns listade i Catalogue of Life.